# Ettore Giovannelli
Ettore Giovannelli (Pescara, 6 novembre 1964) è un giornalista italiano, inviato della Rai per i Gran Premi di Formula 1 fino al 2017.
È il secondogenito dello xilografo e medaglista Vito Giovannelli.

## Biografia
Conseguita nel 1983 la maturità classica presso il liceo D'Annunzio di Pescara, si iscrive alla Facoltà di Filosofia dell'Università Statale di Milano. Si laurea con lode discutendo, nel 1989, una tesi sulla scuola filosofica e sociologica neomarxista di Francoforte e sui suoi principali esponenti, Karl-Otto Apel e Jürgen Habermas.
A Milano, oltre agli impegni universitari, presta consulenza letteraria presso la casa editrice CEDIT con cui pubblica alcuni testi destinati agli studenti delle scuole superiori. Conseguita l'abilitazione all'insegnamento nel 1990, rinuncia alla cattedra di Filosofia nei licei e successivamente alla cattedra di lingua italiana presso il Dolmetscher-Institut di Monaco di Baviera in Germania.

### Carriera
Dopo le esperienze televisive con la tv abruzzese Antenna 10 e quelle giornalistiche con la rivista Metropolis e con il mensile Abruzzo nel mondo, vivendo in Germania, comincia a collaborare con la Bayerischer Rundfunk come reporter presso la redazione italiana del programma per stranieri.
Rientrato in Italia, svolge un periodo di pratica presso la testata Scuola di Giornalismo Radiotelevisivo di Perugia. Durante questo periodo, intervista il chimico russo Vil Sultanovič Mirzajanov, che aveva realizzato un'arma chimica in violazione degli accordi internazionali.
Viene quindi assunto dalla RAI e inviato alla sede di Bolzano grazie alla sua conoscenza della lingua tedesca.
Entrato a far parte della redazione sportiva, a partire dal 1998 diviene inviato ai box dei Gran Premi di F1 e dopo un anno di "tirocinio" a fianco di Ezio Zermiani, dal 1999 lo sostituisce definitivamente. In questo ruolo, insieme a Stella Bruno, Ivan Capelli e Gianfranco Mazzoni, commenta dai paddock e dalle griglie di start le strategie dei vari team intervistando ingegneri e protagonisti, sia durante le sessioni di prova sia durante la gara. Per via della conoscenza di diverse lingue, è considerato il "poliglotta della F1".
Nel 2018, a seguito della rinuncia alla F1 da parte della RAI (fatto salvo il Gran Premio d'Italia, in cui Giovannelli figura nella squadra di inviati della TV di stato italiana), viene spostato a fare interviste alle partenze e agli arrivi delle gare di ciclismo RCS che la RAI trasmette in diretta sui canali RAI 2 e RAI Sport, iniziando la sua avventura con la Strade Bianche.

## Curiosità
- Un famoso aneddoto raccontato da Ettore Giovannelli, su Schumacher:[9]

(Ettore Giovannelli)

## Pubblicazioni
- Verba volant, riflessioni sul volo compiuto da Gabriele D'Annunzio su Vienna, Edizioni d'arte Il Camoscio, Pescara, 2001;[10]
- Jarno Trulli - gentile e forte, Castello di Nocciano- Museo delle Arti, 2002[11]
- Sulle rotte di Gabriele D'Annunzio, Fly Story, dal primo volo al volo su Vienna, Pescara, Edizioni Menabò, 2009[12] ISBN 9788895535166